# Atmosfera Pământului
Atmosferă, cuvânt compus de origine greacă (de la  ἀτμός, atmos = ceață, abur și σφαῖρα, sfaira = sferă), desemnează învelișul de aer sau alte gaze ale Pământului sau al altui corp ceresc. Atmosfera planetei noastre este practic 100 % gazoasă, fiind compusă din aer, conține însă și urme de substanțe solide și lichide fin divizate. Atmosfera este numită uneori și, simplu, „aer”.
Atmosfera de astăzi a Pământului conține azot (nitrogen) molecular diatomic (N2) în proporție de aproape 4/5 (78,2 %), oxigen molecular diatomic ((O2) (20,5 %), argon (Ar) (0,92 %), dioxid de carbon (CO2) (0,03 %), ozon sau oxigen triatomic (O3), oxigen monoatomic, azot monoatomic și alte gaze, praf, fum, alte particule în suspensie, aerosoli, etc.
Compoziția atmosferei s-a schimbat de-a lungul celor aproximativ 2,5 - 2,8 miliarde de ani de când există, de la o atmosferă primitivă la cea actuală, trecând prin mai multe faze intermediare, în decursul cărora ea și-a schimbat nu numai compoziția chimică, dar și alte caracteristici precum densitate, grosime, transparență și etc

## Formare

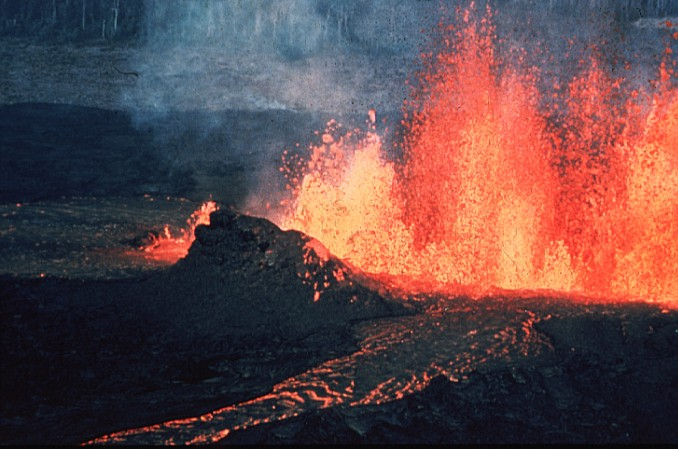
Vulcanismul, factor determinant al formării atmosferei

Procesele de formare a atmosferei sunt legate de compoziția ei chimică, care la rândul ei a influențat procesele climatice.  În urmă cu 4,56 miliarde de ani, când s-a format globul pământesc, hidrogenul (H2) și heliul (He) erau deja prezente. Ulterior, datorită densității și greutății specifice scăzute a acestor două gaze, ele nu au mai putut fi atrase și reținute de planetă, disipându-se treptat în spațiul cosmic.
Datorită răcirii lente a Terrei și prin activitatea vulcanică de pe glob au fost aduse la suprafață diverse gaze, care rezultaseră din reacțiile chimice ale straturilor interne. De la aceste procese a luat naștere o atmosferă cu o compoziție de circa 80% vapori de apă, 10% de dioxid de carbon  și 5 până la 7% hidrogen sulfurat.  Această combinație de gaze poate fi și astăzi întâlnită în emanațiile și erupțiile vulcanice.
Lipsa precipitațiilor din acea perioadă de formare se explică prin faptul că în ciuda prezenței apei, inclusiv în stare de vapori de apă, suprafața fierbinte a Pământului nu permitea condensarea acestora.
Proveniența apei pe pământ este, de fapt, o temă controversată. Prin scăderea temperaturii atmosferei sub punctul de fierbere al apei, aerul saturat, adesea chiar suprasaturat cu vapori de apă, a determinat condensarea apei sub forma unor ploi de scurtă durată. În această perioadă s-au format, foarte probabil, mările și oceanele.
Radiația ultravioletă intensă a determinat o descompunere fotochimică a moleculelor de apă, a metanului și a amoniacului, astfel acumulându-se dioxid de carbon și azot. Gazele mai ușoare, precum hidrogenul și heliul, au urcat în straturile superioare ale atmosferei, ulterior disipându-se în spațiul cosmic, pe când gazele mai grele, ca de ex. dioxidul de carbon, s-au dizolvat în mare parte în apa oceanelor. Azotul, inert din punct de vedere chimic în condițiile existente atunci, a rămas neschimbat în atmosferă, fiind încă înainte cu circa 3,4 miliarde de ani partea componentă cea mai importantă a atmosferei.
Oxigenul, care joacă un rol esențial în evoluția și existența vieții pe Pământ, a apărut sub formă liberă, gazoasă, acum circa 3,5 miliarde de ani, fiind eliberat datorită activității de fotosinteză a bacteriilor care descompuseseră substanțele bazate pe grupe cianhidrice.
Oxigenul format s-a dizolvat în mare parte în apa oceanelor, oxidând metalele feroase. În urmă cu circa 350 milioane de ani o parte din oxigen a format prin ionizare în straturile superioare ale atmosferei ozonul, combinație alotropică a oxigenului ce protejează pământul de razele ultraviolete. Se consideră că, începând cu acea perioadă și pănâ astăzi, compoziția aerului atmosferic a rămas relativ stabilă.

## Părți componente

Straturile atmosferei

Atmosfera terestră are o masă de cca 4,9 · 1018 kg și este alcătuită  in funcție de temperatură din mai multe straturi, partea superioară a fiecărui strat terminându-se  cu o zonă de așa-numită „pauză”:
- Troposfera între 0 km deasupra munților înalți și  7 km în zona polară și 17 km la tropice (inclusiv tropopauza). Ea are o grosime medie de ≈11 km (1/600 din raza de 6.371 km a Pământului). Dacă se închipuie un Pământ cu diametrul de 1 m, atunci troposfera ar avea o grosime de numai 0,863 mm. Troposfera constituie aproximativ 90 % din masa totală a atmosferei. Aici, în stratul inferior al atmosferei, au loc fenomenele meteorologice.
- Stratosfera între 7 - 17 până la 50 km (inclusiv stratopauza)
- Mezosfera între 50 și 80 km (inclusiv mezopauza)
- Termosfera numită și „ionosferă” între 80 și 640 km; denumirea de „termo-” este legată de creșterea relativ bruscă a temperaturii cu altitudinea, iar cea de „iono-” de fenomenul de ionizare a atomilor de oxigen și azot existenți, care astfel devin buni conducători de electricitate și au influență asupra transmisiilor radio.
- Exosfera între 500 și 1.000 km până la cca 100.000 km, cu o trecere treptată la spațiul interplanetar.

Atmosfera mai poate fi subîmpărțită și astfel:
- După procesele fizico-radiologice

1. Ionosfera
2. Magnetosfera
3. Ozonosfera (16 – 50 km)
4. Hemosfera

- Stratul cu viețuitoare

1. Biosfera (0 – 20 km)

- După gradul de amestec a gazelor:

1. Homosfera (0 – 100 km)
2. Homopauza (100 – 120 km)
3. Heterosfera  (> 120 km)

- După starea aerodinamică:

1. Stratul Prandtl (cca 0 – 50 m)
2. Stratul Ekman (cca 50 - 1.000 m)
3. împreună, Stratul Prandtl + Stratul Ekman
4. Stratul atmosferic liber (> 1 km)